# Dubeninki (gromada)
Dubeninki – dawna gromada, czyli najmniejsza jednostka podziału terytorialnego Polskiej Rzeczypospolitej Ludowej w latach 1954–1972.
Gromady, z gromadzkimi radami narodowymi (GRN) jako organami władzy najniższego stopnia na wsi, funkcjonowały od reformy reorganizującej administrację wiejską przeprowadzonej jesienią 1954 do momentu ich zniesienia z dniem 1 stycznia 1973, tym samym wypierając organizację gminną w latach 1954–1972.
Gromadę Dubeninki z siedzibą GRN w Dubeninkach utworzono – jako jedną z 8759 gromad – w powiecie gołdapskim w woj. białostockim, na mocy uchwały nr 14/V WRN w Białymstoku z dnia 4 października 1954. W skład jednostki weszły obszary dotychczasowych gromad Będzieszewo, Dubeninki, Kiepojcie, Linowo, Przerośl Gołdapska i Żabojady, miejscowości Maciejowięta i Stańczyki z dotychczasowej gromady Maciejowięta, miejscowości Rogajny i Zawiszyn oraz część obszaru miejscowości Meszno o powierzchni 138,33 ha z dotychczasowej gromady Rogajny ze zniesionej gminy Dubeninki w tymże powiecie. Dla gromady ustalono 11 członków gromadzkiej rady narodowej.
1 stycznia 1958 z gromady Dubeninki wyłączono część obszaru wsi Rogajny o pow. 9,95 ha obejmującą parcelę nr 21, włączając ją do wsi Budwiecie w gromadzie Pluszkiejmy w tymże powiecie; równocześnie do gromady Dubeninki przyłączono wsie Białe Jeziorki i Cisówek ze znoszonej gromady Czarne w tymże powiecie.
1 stycznia 1972 do gromady Dubeninki przyłączono miejscowości Budwiecie, Czarnowo Wielkie, Meszno i Pluszkiejmy ze zniesionej gromady Pluszkiejmy oraz miejscowości Czarne, Marlinowo i Sumowo, a także część gruntów Nadleśnictwa Kowale Oleckie o powierzchni 209,99 ha (oddziały Nr Nr 29—36) ze znoszonej gromady Górne.
Gromada przetrwała do końca 1972 roku, czyli do kolejnej reformy gminnej. Z dniem 1 stycznia 1973 roku reaktywowano gminę Dubeninki.